# Marcelo Mina
Jesus Marcelo Mina Zúñiga (ur. 28 marca 1986) – ekwadorski zapaśnik walczący w obu stylach. Piąty na igrzyskach panamerykańskich w 2007. Brązowy medalista mistrzostw panamerykańskich w 2007 i igrzysk Ameryki Południowej w 2006. Wicemistrz mistrzostw Ameryki Południowej w 2009roku.